# トルトラズリル
トルトラズリル（英：Toltrazuril）は、主に動物のコクシジウム症の治療に使用される抗寄生虫薬である。コクシジウム症はコクシジウムによって引き起こされる寄生虫病であり、コクシジウムは微小で胞子を形成する単細胞の細胞内寄生虫であり、アピコンプレックス門Conoidasida綱に属する。

## 作用機序
トルトラズリルは原虫の複製を阻害する。原虫の核の分裂を阻害し、寄生虫の細胞膜を傷害する。この作用によりコクシジウムは生活環のあらゆる段階で破壊される。

## 獣医療での使用
トルトラズリルは家禽、ブタ、ウシ、ヒツジ、イヌやネコのようなコンパニオンアニマルを含む様々な動物のコクシジウム症を治療するために獣医療で広く使用されている。感染症の程度や動物種により単回投与または連続投与されることが多い。